# Ectolopha marginata
Ectolopha marginata är en fjärilsart som beskrevs av George Francis Hampson 1910. Ectolopha marginata ingår i släktet Ectolopha och familjen nattflyn. Inga underarter finns listade i Catalogue of Life.